# ハーメルンのバイオリン弾きの登場人物
ハーメルンのバイオリン弾きの登場人物（ハーメルンのバイオリンひきのとうじょうじんぶつ）では、渡辺道明によるファンタジー漫画、およびそれを原作としたテレビアニメ『ハーメルンのバイオリン弾き』に登場する人物について詳述する。
登場人物の名前の大半は楽器に由来するが、楽器としての分類はキャラクター同士の人間関係と関連しない。
なお、続編漫画『ハーメルンのバイオリン弾き〜シェルクンチク〜』の登場人物は本項目には含めず、該当項目に記載するとする。また、両作品に登場する本作の役割のみを当ページにて記し『シェルクンチク』での役割ついては該当項目で扱う。
声優はドラマCD・劇場版/アニメ版の順に記載。記載が一方しかない場合はアニメ版の声優である。

## ハーメル一行
ハーメル
声：矢尾一樹/上田祐司
本作の主人公。背中に背負った「魔器」である巨大バイオリン（サイズ的にはダブルベースだがバイオリンとして使用）から奏でる魔曲で魔族を打ち倒す「辺境の勇者」で、魔界軍の本拠地である北の都を目指して旅をしている。18歳。4月13日の金曜日生まれで牡羊座。血液型は魔族B型人間B型。身長175→178cm、体重58→60kg。座右の銘は「棚からボタもち!!」。名前の由来は童話の『ハーメルンの笛吹き男』だが、「人をハメるからハーメル」とも言われている。
黒い帽子と黒装束姿の美青年で天才音楽家だが、金に汚くわがままで根性がねじ曲がった外道勇者。村人に法外な報酬を要求しており、第一話では音楽でおびき寄せた鳩をバイオリンで撲殺して丸焼きにするなど粗暴な振る舞いを見せた。ぶっきらぼうだが実は寂しがり屋で、なんだかんだで根は優しく情はある。家事全般が得意で、土鍋料理をこよなく愛する（味も好きだが、仲間と楽しく食べられるのが大きな理由）。魔曲で他人を戦わせてばかりいる卑怯者で、ギャグパートでは仲間をミサイルとして投げたり自分だけ助かろうとしていた。当初は「ケンカに弱いのでバイオリンで敵が弱っている内に倒している」とされていたが、実際は嘘。帽子に触れられるのを極端に嫌っており、無理やり脱がせようとした魔族には激昂して拳の一撃で脳天を潰した。ハープ曰く「魔性を秘めたような」美貌の持ち主で、本人曰く「ビューティフル・フェイス」。
実は魔族の頂点に君臨する大魔王ケストラーが天使と人間のハーフである聖女パンドラを騙して生ませた子供で、サイザーは双子の妹。父親の血を色濃く引いたため、生まれつき頭に角が生えていた事で迫害されており心の拠り所はパンドラのみだった。アンセムに流れ着いた頃に領主の息子だったライエルと仲良くなり、この頃は素直で明るい性格だった。14年前にパンドラが村人の裏切りでベース率いる魔界軍王にさらわれてしまい、悲しみと怒りのあまり大魔王の血に覚醒。自我を失い殺戮本能の塊と化し、自分を守っていたライエルの両親も含め、ライエル以外その場にいた村人全員を惨殺する「アンセムの悲劇」を引き起こした。ライエルには両親の仇と狙われるようになり、本人にも強いトラウマとなっているためこの事が絡むとふさぎ込んでしまう。北を目指す目的は、さらわれた母を取り戻して全ての災いを封じるためである。
当初は魔界軍に「魔界のプリンスで後継者」とされており、敵とみなされた後も何度もトラウマを突かれ魔族化を促進させられた。ライエル曰く「昔から自分を好きな女の子を泣かせて遠ざけていた」らしく、スフォルツェンド編やスコア編では寂しそうにしながらもフルートを突き放そうとした。スコア編でオルゴールの魔王化計画にかかり、フルートに魔族化した姿を見られて一時的に正気を取り戻した際は角と羽をもぎ取ろうとしたが、結局は彼女に瀕死の重傷を負わせてしまう。フルートの魔法で魔族化から回復できるようになり、ギャグパートですら魔族化することが増えた。
ギャグパートでは金儲けの為、フルートに手製の着ぐるみを着せてマリオネットで芸をさせたり、オーボウを鍋に煮込んだり、食い逃げ中にダイナマイトを口に詰めて投げたり、ライエルの恥ずかしい過去をバラしたりピアノに落書きしたりしていじめている。サイザーとは双子でそっくりな為、サイザーのコスプレでライエルをからかったりもしたが、寝ぼけたライエルにサードキスを奪われて大ショックを受けていた。ファーストキスとセカンドキスは祖父のオリンに奪われており、小説版ではフォースキスまでライエルに奪われた。これでも仲間を大切に思ってはいるのだが、中々素直になれず照れ隠しも混ざっている模様。フルートについては好きな子をいじめて気を引きたがる心理が働いているからとも。他人を弄るのは好きだが逆に弄られるのは苦手で、トロンにフルートの事が好きと指摘された時は分かりやすく動揺したり、コルネットに迫られた時は戸惑っていた。
魔曲で人々の記憶や感情を揺さぶったり、魔族を改心させることもでき、物理的な作用も可能。マリオネットバージョンは操った対象の潜在能力を限界まで引き出せるが、操られた相手は一回につき寿命が3年減り、地獄の筋肉痛に襲われるという副作用がある。愛用のバイオリンはパンドラの残した物だが、神器と対になる魔器と呼ばれる特別な品のため、製作者であるオリンにしか修理できない。オリンによって改造され、バイオリンから「ド」の音でドリル、「レ」の音でレーザー（作中では「ビームのレ」と呼ばれ、オーボウが疑問を呈する）、「ミ」の音でミサイル、「シ」の音でジェットを出せるようになる。特にジェットはシリアスパートとギャグパートとの間を繋いで一気に物語を進めることがある。なお、シリアスパートで使用してもこの機能は出ない。また、中盤以降は魔族の身体能力で戦うようになるが、最終決戦では再びバイオリンを手に取り、二人の聖女の歌声を乗せた魔曲「歓喜の歌」でケストラーの力を弱める。最後には人間としての意思で魔族の血に打ち勝ち、天使の羽を発現させてケストラーを倒し封印することに成功した。10年後のエピローグではフルートとの間に9人の子供を授かり、過激な夫婦漫才をして子供達に呆れられていた。『続ハーメルン』では働きもせずギャンブルにのめり込んで借金までしており、パチンコに明け暮れてスフォルツェンドからの仕送りを全額失ってしまうこともザラ。
アニメ版では、記憶喪失の状態で13年前にスタカット村に流れ着いたという設定。ギャグパートが存在しない為、寡黙で愛想がないが、不器用で心優しい性格が全面に押し出されている。幼馴染のフルートには深い思いやりを見せており、彼女が絡むと激情に駆られる一面を持つ。セミロングの原作に比べて髪は短く、黒い旅装束の衣装はフルートが村祭り用に作ったものということになっている。魔族状態時の力は原作のような圧倒ぶりはなく、サイザーも互角に戦える程だった。
魔曲に関しては、マリオネットは地獄の筋肉痛なしな上、ライエル同様に大勢の人間に効果をもたらす。それを使って一稼ぎする光景も見られた。精霊は黒鳥を召喚。
己の出自を知らなかった為、ケストラーを倒すという原作での目標も存在せず、人間と魔族の狭間で自己のアイデンティティに苦しんだり、魔族の力で多くの人間を死なせた罪悪感に苛まれ続ける。最終的にフルートと共に人間として生きる道を選ぶが、葛藤によって心の均衡を保っている一面がある。最終回では、パンドラの箱から解放された大魔王の魂の新たな依り代として完全に魔族化してしまい、フルートの手でパンドラの箱に封じられた。ハーメルの眠るパンドラの箱と愛用のバイオリンはスフォルツェンド女王となったフルートに受け継がれ、後に「フルートの箱」と呼ばれるようになる。
フルート
声：横山智佐/飯塚雅弓
本作のヒロイン。スタカット村に住んでいた天涯孤独の村娘で、正義感が強く心優しいしっかり者。自称「薄幸の美少女」。15歳。7月14日生まれの蟹座。血液型は聖女A型。身長156cm。体重は内緒。スリーサイズはB79・W56・H80。座右の銘は「若いうちの苦労は買い」。特技は回復魔法。名前の由来は木管楽器のフルート。赤ん坊の時から身に着けていた十字架を「村のみんなと一緒に居られる気がするから」と肌身離さず大切にしている。
魔王を名乗るチューバの部下から村の子供を庇って襲われていたところをハーメルに救われ、感受性の豊かさからハーメルにマリオネットで操られてチューバと戦った。以降、報奨金代わりとしてハーメルの旅に同行する。パーティでは炊事などを担当し、問題児の多い一行を持ち前の根性と体当たりのツッコミで支える保母さんのような苦労人。また、母性的な本質からメンタル面でパーティの要となっている。当初は年頃の少女らしくハーメルに夢を見ていたものの、次第に呼び捨てになり巨大化した十字架で殴る「天罰の十字架」を必殺技にするようになった。当初から謎の多いハーメルは気になる存在であり、序盤でハーメルが大魔王ケストラーの息子だと知らされてショックを受けるが、彼を信じてついて行くことに。ギャグパートではパーティで一番の頑丈な体を持ち、死んでもおかしくない状況で生きていることが多い。序盤は丸太で攻撃したり、ハーメルのマリオネットで操られながら格闘したりと、パワフルな打撃で戦闘の前線を担う事が多かった。ハーメルから「ちんちくりん」「ヒロイン失格のAカップ」と言われたり、読者から「かわいくない」「ライエルの方がかわいい」と手紙が来るなど散々な扱いを受けているが、おさげの髪を下ろすとなかなかの美少女となる。
実は15年前に行方不明になったスフォルツェンド公国の王女。第一次スフォルツェンド大戦の際、実母である女王ホルンの手でやむなく放流されてスタカット村で拾われており、十字架と背中のアザを見たトロンの証言により判明した。当初はホルンに捨てられたものと誤解して拒絶するが、第二次スフォルツェンド大戦を経てホルンと和解。一時は王女としてスフォルツェンドに残ろうとしたが、ホルンの後押しでハーメルの元へ旅立った。また、赤ん坊の時ホルンから託された十字架は「パンドラの箱」の鍵となる神器であり、一時はサイザーに奪われるが後に返してもらい、再び手元に戻った。スフォルツェンド王家は代々慈母の家系であり、他人への共感と慈しみによって聖なる力を発揮する。瀕死のサイザーを救おうと王家の女性に伝わる回復魔法に目覚め、スコア編ではハーメルと喧嘩別れした後、トロンの激励で魔族化した彼と向き合い瀕死の重傷を負うものの、魔族化した彼を元に戻せるようになった。
ハーメルにマリオネットで何度も寿命を消費された上に「太くて短いぞ お前の人生」と言われてしまうが、後にスフォルツェンド王族は代々長寿であり、特に女性は「寿命を削って行使する治癒魔法」を操る関係から通常の倍近くの寿命を持つため、フルートが普通の人間としての一生分の時間を生きるには寿命消費の影響は少ない、という見方が大勢を占める。ハーメルお手製の様々な着ぐるみを着せられており、金儲けの目的で動物の格好で曲芸などをやらされたり、さらにゲーム版･劇場版ではハーメルの乗り物にされたり攻撃の手段にされるなどヒロインとは思えない自分の扱いをよく嘆いている。また、ハーメルとの過激な夫婦漫才も披露し、それを見たスフォルツェンドの面々からは「歴代一の大ボケ王女」と思われ、慈愛に満ちたホルンすらも「外で育ったのは間違いだったかしら？」と涙を流していた。コルネットと共に仲間になったばかりのオカリナをいびったこともあるが、単行本ではコルネットの単独犯に修正された。
後半からは必死で戦う仲間達の姿を見て自身の弱い心から身を引き締めるために、ホルンから貰った魔法使いの衣装を身に纏い（マントにはホルンがフルートを自慢する写真があり、縫って隠している）、髪も下ろすようになった。北の都での最終決戦ではホルンから女王の証である額の十字架を受け継ぎ、最終的にその力はケストラーを圧倒することになる。また、終盤で歌が上手いことが判明。10年後のエピローグでは女王の地位を一時放棄してハーメルと共にスタカット村に戻っており、9人もの子宝に恵まれた。相変わらずダメ人間のハーメルに苦労しており、大家族を支えている。
アニメ版では「人類を救う可能性を秘めた王女」とされ、存在を魔界軍から隠そうとするホルンの意向により、法術で外界と隔絶された隠れ里スタカット村で、村人に扮した近衛兵たちに守られながら育てられ、長老レシクのことも実の祖父と信じていた。収穫祭の日に「余所者を村に入れてはならない」という村の掟を破ってスフォルツェンドの使者を助けるが、自分の育った環境がある種の虚構であったと知らされた。「人形のような人生」と悲嘆に暮れるが、自分の運命を受け入れる暇もなくレシクたちを魔族との戦いで失ってしまう。残されたフルートはハーメル、オーボウと共に生まれ故郷のスフォルツェンドに出発することに。原作と比較するとスタイルの良い正統派美少女となっており、やや大人しく控えめな性格。良くも悪くも「普通の女の子」でしかなく、「スフォルツェンドの王女」という大きな肩書きに戸惑う一方で、何の力もなく守られているだけの自分にコンプレックスを感じている。最初の頃は朗らかな笑顔を良く見せていたが、旅の中で次第にその笑顔も翳り始めていく。
自らの手でハーメルをパンドラの箱に封印した後は、母・ホルンの跡を継いで新たなスフォルツェンド女王となるが、完全に心を閉ざしてしまい、ハーメルのバイオリンを奏でながらハーメルとの想い出に浸り続ける日々を過ごす。
最終回エピローグでは旅に出なかったもう1つの世界が描かれ、その世界ではフルートはハーメルの言葉に従い、従者を助けないことにした。しかし、従者を助けても助けずともその運命に変化はなかった。
オーボウ
声：佐藤正治/千葉繁
ハーメルと行動を共にする、人の言葉を話すカラス。10月1日生まれの天秤座。血液型は魔族O型。身長25cm、体重2.5kg。名前の由来は木管楽器の一種であるオーボエ（「オーボウ」は、英語での正しい発音表記）。
パンドラがいた頃からのハーメルの親代わりで、心優しい好々爺。戦闘能力は皆無だが、どこかしら幼稚な感のある一行をまとめるパーティ一の常識人で年長者。主にハーメルやライエルが奏でる魔曲の詳細や、作曲された背景などを解説する。もっとも息子のように思っているはずのハーメルには、「かしこいカラスくん」として見世物にされたり、ダイナマイトを口に詰められ「オーボウ爆弾」にされて投げられたり、バニーガールの格好をさせられたりとロクな目に合わされていない。ギャグパートでは専らツッコミ担当だが、ドラマCDではハーメルのバイオリンが壊れた際の主役交代劇に加わり、時代劇の「ニヒルなオーボウ侍の冒険」をやろうとした。
その正体は、かつて「空の提督」と呼ばれた元魔界軍王No.2、妖鳳王（ホーク・キング）オーボウ。序列ではNo.2だが、その気になれば魔界軍王の長にもなれたほどの実力者。魔族でありながら戦いや殺戮を好まない「変わり者」であったらしいが、力だけならベース以上。ヴォーカルを封じたベースの冥刻屍鎖封陣をも打ち破り、怪我をした手で殴っても一撃でドラムを戦闘不能に追い込むほど。後にケストラーをして「お前さえいれば魔族は半分も要らなかった」とまで言わしめた。ケストラーの命令で聖なる者を探す任務に就くが、人間に殺されかけた時にパンドラに助けられ、パンドラを慕うようになり改心する。人間の姿を借りて現れたケストラーの正体を知りつつも、脅されて為す術なく黙認していた。最終決戦で真の姿を現し、パンドラやハーメルを救うために力を使い果たし、ケストラーに半身を消し飛ばされるが、フルートによって救われた。エピローグではカラスの姿に戻ってスタカット村でハーメルと同居。パンドラの箱の上でうたたねをしている姿が描かれている。
31巻のおまけに妻のイラストが描かれており、性格は粗野でわがままな姐御肌、オーボウも頭が上がらないという設定だった。顔と翼の色、服装はオカリナに似た美人だが、心優しい性格は父親譲りの模様。
アニメ版では、大魔王の力を神魔いずれにも利用させないよう守護してきた一族の出身という設定。真の姿が原作に先駆けて登場したが壮年の渋いナイスミドルという点は共通しているものの、原作に比べて多少若々しくスマートな姿であった。最終決戦ではパンドラの箱に封印されてしまう。
ライエル
声：関俊彦/辻谷耕史
ハーメルの幼馴染にして大の親友。純金製の足なしピアノを背負い、ハーメル同様音楽を武器にする魔曲使い。18歳。11月24日生まれの射手座。血液型はA型。身長173cm→176cm。体重58kg→61kg。座右の銘は「愛は地球を救う」。ハーメルとは楽器こそ違うがパンドラを師に持つ兄弟弟子でもある。特技は数千にも及ぶ人を操るマリオネット、精霊・火の鳥を使った精霊の踊り、鼻から食べたプリンを目から出すこと。子供の頃は小型のアップライトピアノを背負っていた。名前のライエルは手回しオルガンのこと。
「愛の勇者」と称して無報酬で魔物と戦っており、ハーメルとは好対照のライバルとして登場。精霊使いでもあり、特に仲が良い精霊は幼少のころ初めて出した火の鳥くん。愛用のピアノは500kgはする代物（水深100mでも弾ける完全防水仕様）で、一度倒れると自力では起き上がれず諸刃の剣になる事も。元々はアンセムという町の領主の息子で、小さい頃にいじめられていたハーメルを助けたのが出会いだが、いつの間にか逆にハーメルにいじめられるようになってしまった。なんだかんだ仲良く過ごしていたが、『アンセムの悲劇』で魔族化したハーメルに両親を殺されてしまう。それでもハーメルとは親友であり続けたが、「ハーメルが魔族の後継者となる目的で北の都を目指している」と勘違いしたらしく、「自分の手でハーメルを倒さなければならない」と後を追い、その最中に両親の仇であることへの憎しみも募らせ、再会時には、マリオネットで操った人々でハーメルを襲い、フルートも操ってハーメルを殺させようとするが、フルートの涙に自分が魔界軍と同じことをしていると気付き、その場は断念。以降はハーメルの旅に同行。最初はぎくしゃくしていたが、行動を共にしていくうちにハーメルの真意を悟って和解。魔族化した際には、ハーメルを殺してでも止めようとするようになる。なお、子供の頃パンドラによってハーメルとの友情を誓う「地獄の血判状」に（無理やり）サインさせられたが、彼と敵対した時には何も起きなかった。ピアノを背負っての旅のため実は超怪力であり、本気で怒りを爆発させた時には拳で魔族を圧倒した。
心優しく紳士的なパーティの良心だが、女性に対して免疫が無いため大量の鼻血を吹いて倒れる場面が多い。また、小学校の頃に自分に告白した女の子を鼻血まみれにし、ショックで入院・二度と笑わなくさせた「ライエルの地獄の黙示録」「ライエル地獄のハンバーガーヒル事件」「ハニーフラッシュ・噴出するわよ事件」を起こしたり、大浴場に忘れられた女子の下着を見て湯船を鼻血で染め「ベルサイ湯のバラ」と呼ばれたりした。自分の武器のはずのピアノの重みで動けなくなったり潰されたり、子供の頃の恥ずかしい昔話をハーメルにバラされたり、鼻からプリンを食べさせられたり、ピアノに落書きされたり帽子に「チンチン仮面」と書かれたり、「冬の恋人こたつ男」を名乗ったり、自分の召喚した火の鳥で燃えたりと、ギャグパートでは申し分ないくらいに動いてくれる。スフォルツェンド到着の折にハーメルのいたずらで女装させられた際、一同が唖然とするほど似合っていたためフルートそっちのけで美少女のライ子ちゃん役をやらされた。普段はハーメルにいじめられて泣かされている場面が目立つが、裏表のない誠実さや優しさ、大切な人間のために躊躇いもなく我が身を投げ出す勇気はパーティ全員に認められている。スコア編でサイザーに両親を殺した時のハーメルを「あいつはハーメルなんかじゃない、化け物だ」と複雑な心境を吐露した一方で、ハーメルが苦しんでいるのもよく分かっており幸せになって欲しいと願っている。
フィーネ山脈でサイザーに羽根を渡されると共にキスされて以来すっかり惚れ込んでしまい、妄想にふけっては鼻血による出血多量で死にかけていた。スフォルツェンド編後は北の都で落ち合う約束でスタカット村に行っていたが、サイザーの羽を介して精霊から彼女の今までの感情を伝えられ、処刑される彼女を救うために駆けつけ合流する。しかしながら、仲間に加わったサイザーはライエルを全く覚えておらずつれない態度に大ショックを受けた。サイザー加入後は彼女のワルキューレにちょっかいをかけられ危機感を持ったためか、女性への免疫ができフルート程度では全く動じなくなった。しかしサイザーに対しては過剰反応してしまい、結局は出血多量で撃沈する。少女漫画のステレオタイプのような恋愛観を持っており、サイザーに対してのアプローチも空回りばかりであった。物語中盤で合流したトロンがサイザーを許せず襲いかかった際、サイザーを庇って戦線を一時離脱する。サイザーがヴォーカルの魂に体を奪われた際には命懸けで彼女を解放し、自暴自棄で死のうとしたサイザーの頬を打って落ち着かせた事により急接近。サイザーにアプローチを仕掛けられるようになるが、やはり興奮して鼻血を吹きサイザーも血まみれになってしまう。最もシリアスの時には抱きしめたり、お姫様抱っこをする等、鼻血は出さず雰囲気を崩すような事はしない。最終的にアンセムを再興してサイザーと結婚し一人娘を授かるが、まともに子作りができるまで9年近くかかったことが後日談で語られている。
12巻のオマケにライエルのパートナーとして、ピコロという妖精の女の子を出す予定だったと記載されているが、結局ボツネタと化した。なお、この設定は続編の主人公であるシェルとそのパートナーの妖精であるピロロに引き継がれている。
アニメ版では、旅芸人の一座に拾われて旅をしていた時にハーメルと再会し、彼を手伝おうと同行するが、次第にハーメルがアンセムの悲劇を起こした「三本角の魔族」という疑念を深めてゆき、第二次スフォルツェンド大戦の際にそれが証明されるという構成で（監督曰く視聴者には「普通に見ていればわかる」演出がなされていた）、魔曲でフルートを操りハーメルを殺させようとするエピソードが終盤に配置されている。ハーメルを許すことも倒すことも出来ぬまま、戦いは終結。その後は一座の新たな座長となった。なお、第2期オープニングの『未完成協奏曲』は最終回後のライエルがハーメルに宛てた歌である。
魔曲に関しては、召喚する精霊が白鳥に変更。マリオネットは死体すら操れる効果になっていた。
サイザー
声：佐久間レイ/緒方恵美
「空の女王」の異名を持つ魔界軍王No.3の妖鳳王（ホーク・キング）。実はハーメルの生き別れの双子の妹。4月13日生まれの牡羊座。血液型は天使B型人間A型。身長174cm、体重は秘密。スリーサイズはB88・W54・H85。口癖は「フン」。魔界軍王の名前はロック楽器から取られており、彼女の由来は電子楽器の一種であるシンセサイザー。
赤い甲冑と返り血で赤く染まった翼を持つ堕天使で、人間には「ハーメルンの赤い魔女」の異名で恐れられる。クールな性格で殺戮をしていなければ誰もが見惚れてしまう絶世の美女。妖鳳軍と巨大戦艦ジークを率いて人間の国々を滅ぼしていた。一方で無益な殺生を嫌う戦士の誇りも見せており、人間の子供の祖父を勝手に殺した部下を斬り捨てたり、ハーメルとの対決では一対一で挑む姿を見せた。武器の大鎌は9人の戦乙女の精霊・ワルキューレを召喚する楽器のフルートにもなっている。また、フルートは天使の横笛とも呼ばれており、召喚を行う最中のサイザーは心を清める理由から裸体と化す。初期では「残虐な性格から天界を追放された」という設定だった。
赤ん坊の頃に母・パンドラの元から拉致されて以来、北の都で副官のオカリナにより育てられた。読書好きの心優しい少女だったが、6歳の頃にオカリナを人質に取られて戦いを強要される。初陣で滅ぼした国・プロムナードの生き残りの母子に遭遇した際、その母親に偶然にも抱きしめられたことから母の温もりを知るが、帰還後にベースからパンドラがハーメルを選び自分を捨てたのだという嘘を吹き込まれる。ハーメルとパンドラに強い憎しみを抱き、最初は嫌がっていた虐殺も嬉々として行うようになった。水晶に封じられたパンドラと対面してからは一向に自分を見ようとしない彼女に憎しみを向けるが、次第に罪悪感を抱き始める。そして自分を利用し続けた魔族への恨みから、「パンドラの箱」で全ての魔族を差し違えてでも封印する事を画策。フルートから「パンドラの箱の鍵」を奪い、「パンドラの箱」を入手した直後に箱を開いて自身とオカリナを除く妖鳳軍の封印には成功するも、全ての魔族を封印することまでは出来ず、箱はベースに奪われてしまい粛正されそうになる。本人も死を望むがハーメル一行に助けられ、フルートの初めての回復魔法で一命を取り留めた。以降は罪を償うためにハーメルたちと共に戦うことを決意する。魔王軍時代の罪を忘れないためにも以前と同じ鎧を纏い続けるが、右胸につけていたマークは魔界軍王のマークからイニシャルの「S」に変更した。
仲間になった当初は長年憎み続けていたハーメルとギクシャクしていたが、ハーメルとパンドラの過去を知るに当たって歩み寄り始めた。不器用だが実は照れ屋な性格で、褒められることには慣れていない。ギャグパートでは、元々がシリアスキャラなので比較的大人しめだった。また、ハーメルがどこからか持ってくるコスプレ衣装を着ることが多いが、本人は魔族の間で育ったため人間の一般常識に疎く、どんなに際どい衣装を着せられても平然としている。初登場時は冗談を嫌っており仲間になった当初はボケ倒す周囲に青筋を立てていたが、本人は天然ボケである。水鳥ではないため、羽が濡れると重みで溺れてしまうので水が苦手。
ヴォーカルの殺戮に自身の軍王時代を重ね、打倒ヴォーカルに躍起になるが幾度となく敗北。最終的にはルビー剣を発動させる鍵として魂を奪われてしまう。抜け殻となった肉体は反魂の法でヴォーカルの思考を持つ戦闘兵器とされてしまい、反魂の本体であるヴォーカルの寿命が尽きた影響で自身の身体も崩壊していくが、ライエルが魂を奪還したことで自我を取り戻し、身体の欠けた部分はオカリナの最後の力で復活する。操られていたとはいえ、再び大量殺戮を行ったこととオカリナの死を招いた自責の念から自暴自棄になり死のうとするが、ライエルによって落ち着きを取り戻し、自ら生きるという選択肢を選ぶ。以降、ライエルを恋愛対象として強く意識するようになった。ライエルに対しては仲間になった頃にはつれない態度に見えたが、スコアを出る頃になると両親を殺されてもハーメルを信じる様子に好意的な表情を見せたり、トロンの剣から自分を庇う彼に傷の手当とはいえ唇に長いキスをする等、ヴォーカルと戦う前からも惹かれ始めている描写もあり、作者自身も一番好きになった異性に取るような、どう接して良いのか分からない態度を取っている等とコメントをしている。
北の都の最終決戦ではオル・ゴールに囚われた亡者たちの霊魂を解き放ち、同盟国の人間に「ハーメルンの赤い魔女」から「赤い羽根の天使」と呼ばれるようになる。最終決戦後はライエルと結ばれ、彼との間に授かった一人娘にオカリナと名付けた。
アニメ版では、赤ん坊の頃ではなく幼児の頃に魔族に攫われている。髪型も原作ではストレートヘアーだが、アニメ版ではカールがかかった髪形。ハーメルとの戦いにおいては、魔族化したハーメルとも互角の戦いを展開した。復活したパンドラに抱きしめられて自分が愛されていたと知り、「親子で仲良く暮らそう」と告げるパンドラの願い通りに父が封じられた箱を開いてしまう。最終的にパンドラもハーメルもオカリナも失って独りどこかに旅立つが、全ての執着を失った為、羽根は純白に戻っていた。ライエルには復讐者同士のシンパシーを抱きながらも、彼との恋愛が描かれることはなかった。
トロン・ボーン
声：坂本千夏/小島朋子
魔界軍王に滅ぼされたスフォルツェンドの騎士国ダル・セーニョの若き王子。10歳。5月6日生まれの牡牛座。血液型はB型。身長140cm、体重45kg。一人称は「俺」だが「僕」を使うこともあり、アニメ版では「オイラ」を使ったこともあった。名前の由来は金管楽器の一種であるトロンボーン。
誇り高い剣士だった両親の犠牲でダル・セーニョを脱出し、仇を討って王国を再興させようとたった1人で北の都を目指していた時にハーメル達と出会う。自分も両親のような立派な騎士になりたいと願っているが、実は泣き虫で臆病な性格。フルートには母親を重ねて実の姉のように懐いており、初登場時には妃にしようとしてハーメルを動揺させていた。
初登場時は高飛車で生意気な性格で、国は滅びているのにどこからともなく大金を出し、貧しい食生活にあえぐハーメルらに見せびらかしていた。最初は魔物と戦うのを怖がっていたが、次第に誇り高い剣士として自ら戦うようになるまでに成長する。父親と母親から受け継いだ剣が武器で、特技は父親譲りの獅子奮迅斬（シーザー・スラッシュ）だが、感情が高ぶらないと使うことができなかった。
第一次スフォルツェンド大戦の後は1人自分の祖国に帰り、しばらくしてからハーメルと喧嘩別れし気絶した状態で動物に狙われたフルートを助け、一行に合流する事になる。祖国で亡き両親の形見である剣を受け継ぎ、父の双剣に母の剣、そして自分の剣の計4本を持つようになった。その際、自分の国を滅ぼした魔界軍王の一人であるサイザーが仲間になっていることに激怒し、一度は仲間割れをしてしまう。だが、サイザーが自分の身を犠牲にしてでも仲間のために鎌を振るう姿を目の当たりにし、やがて和解し共に戦うことを選んだ。
ギャグパートでは妙にませている性格からか、エロ話に話を持って行ったり、王子としての横柄な態度で偉そうに振る舞っている。また、ハーメルと共に女風呂を覗きに行ったりなど悪事を働くことが多い。魔族に襲われた時には電柱に化けてやり過ごそうとしていた。出てきた瞬間に魔族を罵ったりする場面もある。
物語の中盤では操られた父親の亡骸と戦わさせられた末に勝利し、一回り成長した。以降は自ら魔族と戦うことが多くなり、最終決戦では両親の仇であるギータと一騎討ちをする。一度は敗北しかけるが、絶望する北の都の人々に小さい体で魔族に立ち向かう剣士の誇りを見せて希望を取り戻させると共に、ギータに勝利。最終話で描かれる10年後の世界では、北の都の人々と共にダル・セーニョを再建して若き王となった。真人間となったコルネットと結婚し、年に一度発作で魔族に変身する彼女を倒している。
アニメ版ではハーメルが父の命を奪ったと思い、仇を討とうとしていたが、次第に考えを改めていく。コルネットの心を開いてからは、コルネットと共に行動するようになる。エピローグではダル・セーニョを再建し、王妃となったコルネットと一緒に成長した姿で登場している。ほとんどのメンバーが陰鬱な描かれ方をされていった中、未来を信じて行動を起こすと一線を画した人物として描かれた。
パンドラ
声：みうらうらら
ハーメルとサイザーの母で、水晶に封印され北の都に安置されている。1月17日生まれの山羊座。血液型はAB型。身長163cm、体重は秘密。スリーサイズはB85・W57・H85。なお、名前の直接の由来はギリシャ神話のパンドーラーではなく、ウクライナの民俗楽器バンドゥーラの方とされている。
ハーメルが愛用するバイオリンの元々の持ち主。あらゆる楽器を使いこなす魔曲使いで、ハーメルとライエルの音楽の師匠でもある。父親が天使で母親が人間だが、31巻のオーボウの回想で「おじいちゃんから先祖に天使がいたという話を聞いた」と語っていることから、母方の先祖にも天使がいたようである。
魔族にハーメルとサイザーを人質に取られ自分と同じ名前を冠した「パンドラの箱」を開けてしまい、ケストラーを完全復活させてしまった。過去に傷ついたオーボウを救ったりと慈愛に満ちた聖女のような人物で、人々から慕われる存在だった。しかし、人間に化けたケストラーとの間に角の生えたハーメルと羽の生えたサイザーを作り、サイザーをさらわれハーメルだけが残されたことで「悪魔を産んだ魔女」と呼ばれて迫害されるようになってしまう。アンセムに落ち着くまではあちこちを転々としており、ハーメルが人間を憎んで魔族とならないように人を信じる心を諭していたのだが、人を信じようとするそばから発作的に人間不信になるかなりひねくれた性格になってしまった。ライエルには毒を盛ったり、イフリートと契約して地獄の血判状を押させたりしていた。一方で自分を利用した夫・ケストラーを今でも愛しているらしく、複雑な感情を持つ。『めぞん一刻』に登場するPIYOPIYOエプロンを身に着けている時がある。
戦闘方法はバイオリンによる魔曲の演奏で、ハーメル同様物理攻撃を加えたり、戦乙女に扮した自身の分身を作って戦う。14年前に魔族に襲われたアンセムの村人を助けようと、一瞬で冥法軍の兵士を浄化するなどで一時はベースすらも圧倒したが、村人の裏切りで敗北。ベースの氷縛結界で水晶に封印され、北の都に連れ去られてしまう。
アニメ版では、力と記憶を失って人間として生きていたケストラーと出会い夫婦となったが、ある事件に際し、「パンドラの箱」を開けて彼の力を復活させてしまう。その後、大魔王として覚醒した彼の姿に怯え封印した（彼自身も望んだことだった）が、それを後悔し、心の片隅で彼の復活を望むが、ケストラーを恐怖してしまったことで箱を開ける資格を失ってしまっていた。スラーにおいて水晶から復活した後、サイザーに箱を開けるように頼み、直後に塵となって消滅した。原作同様に家族を愛してはいるが、我が子より夫への愛のほうが強くなっている。

オカリナ
声：柊美冬
魔界軍王No.3妖鳳王サイザーの忠実な副官で、右目に傷のある白いカラスの姿をしている。8月9日生まれの獅子座。血液型は魔族O型。身長162cm、体重は内緒。スリーサイズはB86・W55・H85。特技は鳳凰千破竜巻。主な任務は偵察。名前の由来は気鳴楽器の一種オカリナ。オカリナはイタリア語で「小さなガチョウ」という意味がある。
サイザーの危機を前に、真の姿であるビキニアーマー（前掛けと尻尾付き）の凛とした女性（ハーメル曰く「ムチムチのねーちゃん」）に戻ってハーメルに助けを求め、以降カラスの状態には戻っていない。また、翼が生えているが水鳥ではないのでサイザー同様水は苦手。サイザーが仲間になると同時にパーティーに加入した。
実はオーボウの娘で、魔族らしくない心優しさは父親譲り。ベースの命令でさらわれたばかりの赤ん坊のサイザーを育てていく内に情が移り、親代わり兼友達として大切にしていた。サイザーがパンドラに捨てられた訳ではないと知っていたが、他の軍王に脅されて真実を告げられず、サイザーが苦しんでいるのは自分のせいだと思っている。後の戦いで寿命が訪れたサイザーを救うために魔力を使い果たし、寿命によりこの世を去った。エピローグでは、ライエルとサイザーの間に生まれた娘がオカリナと名付けられている（生まれ変わりかは不明）。温泉に浸かる女性陣を覗こうとしたハーメルとトロンの回想に裸の姿で登場、その死を惜しまれた。
第25巻以降、第35巻を除いた全てのあらすじページに天使の輪を付けた状態で登場する。実は途中まで作者が性別を決めかねていて、男性になった場合はライエルとはサイザーをめぐる恋のライバル関係になる予定だった。そのため、初期は男勝りでぶっきらぼうな口調だったが、後に一人称は「私」の敬語調に安定した。『続ハーメルン』のおまけ漫画『冥界プリンスリュートくん』では、冥界でリュートと良い雰囲気になっていた。
アニメ版では、大魔王の力を神魔両方に利用されないよう守る一族の出身。原作のようなサイザーとの家族の絆はなかったものの、絆があることには変わりなかった。最終回で父・オーボウと共に封印されてしまう。
ワルキューレ
サイザーの天使の横笛で召喚される精霊で、ワーグナーの「ニーベルングの指輪」に登場する9人のワルキューレを指す。甲冑の肩当てに1〜9の番号が書かれている。
サイザーの命令次第で姿を変えることもでき、初登場時は全員がサイザーと同じ姿をしていた。サイザーの気分次第で性格が変わり、戦闘時は槍で敵を貫く冷徹な戦士だが、サイザーの機嫌が良い状態だと女子高生風の軽薄な性格になり、ライエルとサイザーをからかっていた。
サイザーの身を守る甲冑は最も信頼する9番目のワルキューレ・ブリュンヒルデが変身したもので、傷ついたり壊れる度に修復される。ヴォーカル戦でブリュンヒルデが命を落とした後は、4番目のシュウェルトライテが甲冑となった。
サイザーへの忠誠心は本物で悲惨な環境に身を置くサイザーの助けを精霊を通じて求めていた。
アニメ版では台詞なしで個性も描写されなかった。
- ワルキューレ一覧
  1. ゲルヒルデ（ボーイッシュ風でポニーテール。9姉妹の長女で行動力があるリーダー格）
  2. ヘルムウィーゲ（ツートンカラーの髪を前髪を残して逆立てている。はにかみ屋でお調子者）
  3. ワルトラウテ（ショートカットに大きな目。元気で明るく、好奇心旺盛なはりきり屋）
  4. シュウェルトライテ（長い巻き髪と切れ長の瞳の中性的な女性。大人っぽい所があり、やや背伸びしたがり）
  5. オルトリンデ（ロングヘアを逆立てた女性。静かでクールな所がある知的なタイプ）
  6. ジークルーネ（ツートンカラーのショートカットを中央で分けている。元気であっけらかんとしている。ワルトラワテと仲が良い）
  7. グリムゲルデ（白いロングヘアに褐色の肌。大人しくて気が弱いが頑張り屋）
  8. ロスワイセ（右端の髪を三つ編みにしている。素直で引っ込み思案、照れ屋でマイペース。ゲルヒルデに可愛がられている）
  9. ブリュンヒルデ（上に向いた三つ編み二つをリボンで括っている。大人しく無表情で感情をあまり出さず、何を考えているか分からない）

## 支援国

### スフォルツェンド公国
絶大な法力で何度も魔族を撃退している魔法王国で平和と豊かさを保っており「人類の砦」と呼ばれる。領土全体が城壁で囲まれ、10万とも称される魔法兵団を率いており、その守りは固い。
スフォルツェンド王家は聖女の血筋を引いているためか、王位継承権は女性優先。王家の女性は慈母としての癒しの魔法が使え、助けたい相手の感情が流れ込むと同時に共感と慈愛を動力に魔法を発動させる。王家の男性は高い法力を持ち、大神官など高位の役職について女王を助ける。現在は女王ホルンが国を治め、クラーリィ率いる魔法兵団によって守られている。なお、スフォルツェンドの血族は200年という永い時を生きることができ、この長命は癒しの力に関連している。
ホルン
声：島本須美（ドラマCD・テレビアニメ）
スフォルツェンド公国の女王にしてフルートとリュートの母。12月24日生まれの山羊座。血液型は聖女A型。身長170cm、体重は秘密。スリーサイズはB87・W56・H86。名前の由来は金管楽器の一種であるホルン。
「人類の女王」とも呼ばれ、人を愛し慈しむ聖母のような人物。聡明で誇り高い女王だが、人懐っこくて親しみやすく他人が困っているのを放っておけない性格。
スフォルツェンド王族の血族は代々超長寿であり、特に女系は他人の傷や病気を治癒できる「癒しの力」を併せ持つが、その力は自身の寿命と引き換えの諸刃の剣で、15年前の第一次スフォルツェンド大戦以降は力を酷使し続けたためにその余命は幾ばくも残されていない。本来は50歳ほどだが、2児の母とは見えないほどに若々しい姿はその血筋のため。
第一次スフォルツェンド大戦で息子リュートを失い、娘フルートを手放したことで心を痛めていた。再会したフルートと和解を果たした後はフルートを旅へと送り出し、以後水晶玉で連絡を取り合っている。その際、フルートに手作りのプレゼントを贈って親バカっぷりを発揮したり、「暴れフルート牛祭り」や「フルートなまはげ祭り」といった意味不明な祭りを開くなど娘の前では元気に振る舞っていたが、その陰では頻繁に吐血し倒れていた。スコア編では瀕死となったフルートを癒やしてハーメルに託すが、その代償で伏せりがちになる。終盤ではめっきり老け込み、立つこともままならない状態にまで陥ってしまった。
本来なら少ない余生をフルートと共に過ごすこともできたが、それをせずに最後まで魔族と戦う道を選んだ。最終決戦直前には危篤状態となり、医師団には「生きているのが奇跡的」とまで言われるが、最終決戦の際には瀕死の体を押して立ち上がる。時空を開いて世界各国と北の都を繋ぐことが出来る最大高等魔法「時空転送神聖門（ゴット・ブレス・ゲート）」を発現させ、魔族と人間の最終決戦を導いた。しかしその大魔法が致命的となり、かつての若々しい笑顔でフルートを決戦に送り出しながら大往生を遂げた。その後は崩壊を迎えたリュートの傍らに霊として出現し、リュートと共にフルートに癒しの魔法をかけながら消えていった。
アニメ版ではリュートを失った後、法力による結界で囲みスフォルツェンドの臣下を集めたスタカット村に幼いフルートを預け、以来笑わなくなったとされる。癒しの力は強大な法力に変更されており、人々からは尊敬を集めると共に、その厳しさで畏怖されている。心に闇を抱えて女王となったフルートが成人したエピローグでは、平和を取り戻した世界に笑みを零す姿が描かれている。
クラーリィ・ネッド
声：子安武人/真殿光昭
スフォルツェンド魔法兵団を束ねる隊長で、階級は大神官。21歳。6月27日生まれの蟹座。血液型はO型。身長182cm、体重65kg。名前の由来は木管楽器の一種であるクラリネット。
当初はハーメルたちを見下していたが、第二次スフォルツェンド大戦を通じて彼らを認めるようになる。普段はホルンの護衛をしており、危機が迫った時には使者として移動魔法でハーメル一行の元へ行ったりする。美しく慈愛に満ちたホルンに憧れており、日々ホルンに似ていくフルートに密かに惹かれているらしい。
唯一の肉親である妹のコルネットを「コルリン」と呼んで溺愛する徹底したシスコン。幼い頃にホルンとリュートに助けられた思い出があり、スフォルツェンドを守るために魔法兵団に入団した。ハーメルとは顔を合わせる度にいがみ合う犬猿の仲だが、何だかんだで認め合っている模様。ハーメルには初対面でタレ目で金髪なのをホモと決めつけられ、「ホモでシスコンでその上女王コン」と言われて変態扱いされており、読者からは「王子コンで王女コン」とも思われている。
使用する大魔法は大量の敵を焼き尽くす「天輪」と、パンドラの箱同様に敵を封印できる「地界」、魔族の呪法を封じる「聖六芒女神陣（ホーリー・グランド）」。大神官の証であるイヤリングには自身の10年分の法力を封じ込めており、相当な威力を持った爆弾として使用できる。
最終決戦では魔法兵団を引き連れ参戦。自らも戦いに参加する。ベースと戦うことになるが、圧倒的な魔力の前に敗北しかける。ベースに操られていたリュートの意識が戻ったことでベースを倒せたものの、四肢を失う重症を負ったため戦線離脱する。最終話のエピローグでは、失った四肢をオリン作の義手と義足で補い独身を貫いていた。『続ハーメルンのバイオリン弾き』では実質的な主人公。ハーメルが大魔王となった夢の世界に記憶を保ったまま囚われるが、ホルンとリュートが生存しフルートからは好意を寄せられるという、ある種理想的な世界に心を折られかけた。フルートに変身し身代わりとして魔族の人質になるが、ハーメルから求婚される羽目に。
アニメ版では、女王コンとシスコンぶりはカット。ハーメル一行を見下すことはなく、第二次スフォルツェンド大戦の際にはライエルにも協力を仰いだ。トロンのことも様付けで呼び目上への態度を弁えている。
コル・ネッド
声：西村ちなみ
愛称はコルネット。クラーリィの実妹で唯一の肉親（異母兄妹）。13歳。3月3日生まれの魚座。血液型はAB型。身長153cm、体重は秘密。スリーサイズはB78・W54・H79。名前の由来は金管楽器の一種であるコルネット。語尾は「でーすわ」。
魔闘家（まとうか）という魔法・法力を使う武闘家でいずれもレベルの高い実力の持ち主。特技は法力を使った接近戦。外見は可愛らしいが、その実性格は破綻しており思い込みが激しく超自己中心的。クラーリィには猫を被っているが、彼に近づく女性には魔法で嫌がらせをする過激なブラコン。魔法少女を名乗っており、花や可愛いものが好き。
フルートの魔法の指導員としてハーメル一行に合流するが、真の目的はフルートを抹殺して一目惚れしたハーメルとくっつくこと。特訓を建前にしたイビリの末にフルートが回復魔法に目覚めたため御役御免となり、クラーリィと共にスフォルツェンドに戻るが、ハーメルを諦めきれず黒魔術に手を出し始める。最終的には黒魔術を使用中の事故で魔族化してしまい、ギャグパート史上最大の敵となる。一時はスフォルツェンド城内で暴走してホルンを人質に取るが、クラーリィとの死闘の末に敗北し魔気が消滅。魔族化以前の生来の邪心も消え、清らかな心を持つ完全な真人間になる。しかし、その後もちょっとした拍子に体が魔族化しており、その姿で救援に駆けつけたりもしていた。その力は絶大で、あのヴォーカルすらも唖然とさせ、大魔王と化したギータを倒すほどの破壊力を持った「聖母殺人伝説（ジェノサイド・エクストリーム）」を放つ。
10年後のエピローグではなぜかトロンと結婚しており、ダル・セーニョで王妃として暮らしている。10年後も変わらず心優しい性格のままだが年に一度の発作で魔族化してしまい、その度トロンがシーザースラッシュで倒して元に戻しているようである。
『続ハーメルンのバイオリン弾き』では、トロンと接近していく様子が描かれる。夢の世界でも元の世界の記憶を保っており、魔族化した姿の着ぐるみを着て元の世界に戻るために活動する。
アニメ版では完全なシリアスキャラクター。第一次スフォルツェンド大戦では赤ん坊の姿で描かれていることから、年齢も15歳に変更され、クラーリィとは異母兄妹ではない。
ハーメルへの恋心は描かれず、フルートへの敵意は、自分たち兄妹の祖父レシクに守られて「普通の女の子」として何も知らずに育ったことへの嫉妬に変更されたが、最終的にはフルートへの憎悪は氷解する。
トロンに心を開いてからは彼とコンビを組むことが多くなり、戦いが終わった後は彼と結ばれ、ダル・セーニョの王妃となった。これらの描写を原作者が気に入ったため、原作でもトロンと結ばれた。
パーカス
声：梅津秀行/植村達雄
スフォルツェンド王家に仕える執事で、昔からホルンに仕えており事実上彼女の補佐役である。執事という肩書きにもかかわらず、ホルンに代わって作戦指令を行なったりするなど高い権威の持ち主。名前の由来は打楽器を指すパーカッション。
片目に眼鏡をつけ、髭を生やしている。前線に立ってドラムを足止めする結界を張ったり。列国に秘密裏に送り込まれた実力派魔族を倒せるだけの法力を持っており、実力は高い。
フルートを王女として保護するため、ハーメルたちを胡散臭がって邪険にし何度も遠ざけようとしていたが、それも彼なりに王国と残りの寿命が残りわずかのホルンのための幸せな余生を味わってほしい事であった。常にホルンの傍らに待機しており、彼女の最期を看取ったのも彼であった。
初登場時はかなりの悪人面をしており、嫌味な言動も相まって読者からは魔族のスパイと思われていた。カツラを着用しているらしく、ギャグパートで何度か外れている。
アニメ版では、スラーへ行くための転送器の欠けた部分を自身の魔力で補い、トロンとコルネット（本来ならクラーリィ1人で行くはずだった）をスラーに向かわせることに成功するが、自身はその代償で白髪と化す。
スフォルツェンド聖十字軍王家親衛隊
クラーリィの部下で、スフォルツェンドの中でも最も強力な魔力を持つと言われるエリートの実力者達。親衛隊長はサックス。
元々はクラーリィと同じくリュートを慕っていた子供たちで、魔族に囚われたリュートを解放すべく戦いの道を選んだ。最終決戦でベースと戦うが、女性隊員のマリーとティンを除き全員戦死。マリーとティンはクラーリィに好意を抱いていたが、エピローグでは諦めてそれぞれ別の男性と結婚した模様。
リュート
声：宮田始典
スフォルツェンドの第一王子で大神官だったフルートの兄。2月14日生まれの水瓶座。血液型は聖者A型。身長177cm、体重60kg。名前の由来は撥弦楽器の一種であるリュート。
魔族をたった一人で殲滅する甚大な法力の持ち主で、人々からは「人類の守護神」、魔族からは恐れを込めて「スフォルツェンドの魔人」と呼ばれていた。長子だが、スフォルツェンドは女王国家のため、第二王位継承者となっている。鬼神のような戦い方とは裏腹に心優しく天真爛漫な性格で、子供達や動物達にも愛されていたが、超の付くマイペースで限度を知らない天然な性格のため、無邪気に魔法を使っては周囲に甚大な被害が出ることもあった。フルートの名付け親は彼。
15年前のスフォルツェンドの大戦の際、軍王を含む相当数の魔族を倒しベースをクビのみにするほど善戦したが、ベースの奸計にかかり死亡。そしてその血は魔族の聖杯とされた後、残された体は反魂の法によりベースの傀儡となってしまった。しかし、魂を抜かれ魔界軍王の一部となった後も、母国スフォルツェンドや、母ホルン、妹フルートのことを想う描写も存在し、時にはベースの意に反して勝手に術を展開しハーメル達を救ったこともあった。
攻撃は法術を込めた格闘戦が主体だが、魔族の消滅にメキドの炎による「聖魔炎滅（ジャスティス）」を使用したことがある。また古代魔法を操ることができ、使った魔法は「餓哭喰嚙嚥魂（ブラッディ・デスイーター）」、「氷縛結界」、「地獄の餓鬼魂」。ベースに操られていた時も「餓哭喰嚙嚥魂」と「氷縛結界」は使っている。北の都の最終決戦の際、ベースによる呪縛を解かれ、ベースを滅ぼした。しかし、長い間魔族に関わり過ぎたため、フルートに癒しの魔法を唱えながらこの世から去った。
単行本のおまけ漫画「冥界プリンスリュートくん」では、死後の世界でマイペースぶりを遺憾なく発揮している。
アニメ版では死亡しておらず、生きた状態のままベースの魔法により操られていた。最終決戦で母・ホルンの手で正気を取り戻し、王位継承権を妹・フルートに移譲する。
チェンバレン15世
フルートやリュートの父にして、スフォルツェンドの国王。本名はヘルベルト・フォン・スフォルツエンドュウル・レイヴィグル・チェンバレン15世。
15年前の大戦の時にはフルートを守って戦うが、6.5秒という世界最速のスピードで敗北。フルートに顔すら見せていないので、顔は覚えられておらず存在感が無い(幽霊として登場したのだが、スタカット村の飲兵衛の孫六と勘違いされていた)。だが、元々王族の中でも法力が強い人物だったらしく、何度も魔族をスフォルツェンドから追いやった人物でもある。若い頃は美形だったらしい。雷型の魔法が得意だった。
名前の由来は撥弦楽器または鍵盤楽器の一種であるチェンバロ。
クラーリィの父
クラーリィとコルネットの父親。魔法兵団に所属していた。本名不明。
第一次スフォルツェンド大戦で妻を喪い、自身も重傷を負うが、ホルンの力で一命を取り留める。この事もあって、スフォルツェンドとホルンを守る決意を改にし、息子のクラーリィにも大きな影響を与えた。現在は故人となっており、死因も語られていない。
クラーリィの母
クラーリィの母親。本名不明。
第一次スフォルツェンド大戦で死亡し、泣きじゃくるクラーリィを尻目に、亡骸はドラムにゴミ扱いされた。
劇中では描かれなかったが、夫は大戦後、後妻との間に第二子のコルネットを儲けるが、その後妻も亡くなる。

### ダル・セーニョ王国
無敵の剣術を持った、王宮騎士団を擁する国。スフォルツェンドに並ぶ強大な大国で、女王国の守護国とされていた。トロンの故郷でもある。一度はリュートによって危機を逃れたが、魔界軍の総攻撃により全滅する。
アニメ版では、ケストラーの後継者探しも兼ねて冥法軍に襲撃され、滅ぼされる。
シュリンクス・ボーン
声：松尾銀三
ダル・セーニョ王国第54代国王にしてトロンの父。大柄な騎士王で豪快な性格。武器は両手剣だが、片手剣でも魔物軍を倒すことができるほど剣の腕が高い。名前のシュリンクスはパンパイプの別称。
必殺技は「双剛刃獅子奮迅斬（ソウゴウジンシーザー・スラッシュ）」。今まで破られたことがない無敗の剣だったが、ベースの「嚙嚥餓哭喰魂」に破れ喰い殺される。何でも斬れる剣の力を発動させるルビーが帽子の額の部分に埋め込まれている。
アニメ版では錯乱したハーメルに刺され、ハーメルを倒そうとするが、ハーメルンにいるベースが召喚した餓哭喰嚙嚥魂に襲われてしまう。ハーメルに助けられるも手遅れとなっており、ライエルにハーメルのことを告げようとするが絶命。
ショーム・ボーン
声：佐々木菜摘
ダル・セーニョ王国の王妃にしてトロンの母。王妃ながら剣の実力者で誇り高い戦士で、夫を尻に敷いていた。槍で体中を刺されながらもトロンを逃がし、ギータの「妖刀緋炎」に貫かれ炎の中で倒れた。名前の由来は木管楽器の一種ショーム。
アニメ版では名は明かされず、キャストクレジットでは、王妃と表記された。冥法軍との戦いの果てに力尽き、トロンに看取られながら最期を迎えた。
騎士団長
騎士団長の老兵。
右目に傷があり、トロンからは「じっちゃん」と呼ばれている。
魔界軍の総攻撃の際、サイザーによって密かに助けられ生存。以降、松葉杖を使うようになる。第二次スフォルツェンド大戦を終えて、一度帰郷したトロンと再会した際には、リュートが助けてくれた時のことを語るが、リュートがベースの依り代として生存していることは語らなかった。
旅を再開したトロンを見送るが最終決戦に参戦。オル・ゴールの策略でサイザーへの不信感に駆られる人類軍の不信感を吹き飛ばす一因となり、サイザーに借りを返すことにもなった。最終決戦から10年後の話にも登場。

### グローリアー大帝国
古の力を束ねた精霊レプトンと契約した国家。スフォルツェンドほどの軍事力は無いが、精霊の加護があり、高い戦闘力を持つ。妖精の通り道を使い、全勢力をもって北の都へ向かったが、ケストラーが既に目覚めていたため国土ごと滅ぼされ、あえなく全滅している。なお僅かながらの生存者が存在したことが『ハーメルンのバイオリン弾き〜シェルクンチク〜』において明かされている。
グロッケンシュピール
グローリアー帝国の大帝。先の大戦で体が半分欠けており、千を超える火の精霊で体を繋いでいる。名前の由来は、鍵盤打楽器の一種鉄琴の英名「グロッケン・シュピール」から。
強硬な主張をして意見の相違からホルンと衝突しており、痺れを切らしたことが災いして、魔王軍に敗北。自身の身体の火の精霊たちを使ってケストラーを道連れにしようとするが、ケストラーの形だけの部分を消し飛ばしただけで終わった。
ハープ・シコード
グローリアー帝国最強の近衛師団長。グロッケンが認めるほどの最強の妖術使いと言われている。クラーリィと似た性格だが、クラーリィよりもクールで寡黙。グロッケンと違い、クラーリィの実力も認めている。名前の由来は、撥弦楽器または鍵盤楽器の一種チェンバロの英名「ハープ・シコード」から。
戦闘方法は精霊を使役した精霊武術（スピリット・アーツ）。その実力は魔界軍王に勝るとも劣らず、クラーリィと五分かそれ以上。最後の抵抗でケストラーに挑むものの瞬き一つで足先を残して消滅させられた。
なおこの2人は作中で珍しく、「はじめて」ギャグなしで死んでいった者達であった、とカバー裏のおまけページで紹介されるが、実際に「はじめて」ギャグなしで死んでいったキャラクターはスラー国王である。なお、スラー聖鬼軍はギャグなしで死亡し、後の過去編で再登場しギャグをやった。

### スラー共和国
東の大国で人馬騎兵や鉄巨兵などのゴーレムを作り出す程の独自の機械文明を持った人類最強の軍事国家。スフォルツェンドとは友好関係にあり、スフォルツェンドが「パンドラの箱の鍵」を守護しているように「パンドラの箱」を守護している。5人の王子と王女はスラー聖鬼軍（せいきぐん）と呼ばれ、体に施した兵器装備（いわゆるサイボーグ化）によって高い戦闘力を有する。サイザーに鍵を奪われたことから箱が魔族に見つかるのは時間の問題であることを察したホルンからスラーのことを知らされたハーメルたちはスラーに向かうも、一足遅くサイザーによって滅ぼされ、コラール山に保管されていた「パンドラの箱」は、サイザーの裏切りがあったとはいえ魔族の手に渡ってしまう。後に聖鬼軍はオル・ゴールの死霊となって、サイザーに逆襲している。
アニメ版では終盤の「箱」をめぐる攻防の舞台となる。十数年前の式典の際にサイザーの襲撃を受け、ホルンの妹である王妃アルトが死亡、国としても滅亡したが、その後王家や残存兵が大陸全体を浮遊要塞に改造し再起の機会をうかがっていた。またシターンや聖鬼軍もその際深手を負い、体をサイボーグ化しているという設定。
シターン
声：西村知道
スラーの国王。病に侵されており、吐血するなど余命いくばくもなかった。名前の由来は撥弦楽器の一種である「シターン」から。
「パンドラの箱」を魔族に渡さぬよう徹底抗戦するが、息子らを失った後にサイザーの真意を知り、「パンドラの箱」の在り処を教えた後、サイザーに自分を切るよう告げて死亡。
アニメでは妻アルトを殺したサイザーへの復讐のみを目的としており、そのために戦死した我が子たちをサイボーグ蘇生させ、復讐の道具として利用した。真実を知った後も親子の絆を貫いたコキュウの姿を見て改心するが、直後にギータに切り捨てられて死亡し、自身の体内に隠していたパンドラの箱を奪われる。
アルト
アニメオリジナルキャラクター。スラーの王妃。
ホルンの妹でフルートとリュートの叔母。10年前にサイザーに殺害されるも、その際にサイザーを抱きしめたことから、サイザーに母の温もりを感じさせた。
コキュウ
声：有馬克明
スラー共和国の第1王子。全身が刃でできており、動きは変幻自在のようである。名前の由来は擦弦楽器の一種である「胡弓」から。
サイザー戦では兄弟全員の捨て身の戦法でサイザーを追い詰めるも、サイザーが取り出してみせた「パンドラの箱の鍵」のせいで躊躇した隙を突かれ敗北。辛うじて息のあったコキュウもワルキューレに串刺しにされて最期を迎えた。
テレビアニメ版における聖鬼軍は母・アルトがホルンの妹であることから、リュート・フルート兄妹とは従兄妹の間柄。サイザー戦において、サイザーからシターンが実の子である自分たちを復讐のための道具と見なしていたことを知らされ、戦意を喪失したところを反撃されてコキュウ以外の聖鬼軍は戦死。虫の息となったコキュウはサイザーの攻撃からシターンを庇って戦死するが、親子の絆を信じるコキュウの姿はシターンを改心させた。
ガイタ
声：三木眞一郎
スラー共和国の第2王子。コキュウ同様スラー聖鬼軍の一員。名前の由来はスペインガリシア地方のバグパイプの一種「ガイタ」から。
1万度の超高熱の炎に変化できる能力で、必殺技が「猛鼓火炎輪アタック」。サイザー戦ではコキュウと共に捨て身の一撃を放とうとするが、サイザーの反撃により戦死。
ゴーン
声：梁田清之
スラー共和国の第3王子。コキュウ同様スラー聖鬼軍の一員。名の「ゴーン」は管楽器の一種。
パワー自慢の巨漢で、全身で鉄巨兵の発射するミサイル300発分を発射することができる。サイザー戦では全弾発射した直後、サイザーによって自身のミサイル群に投げ飛ばされて爆死。聖鬼軍最初の戦死者となった。
リラ
声：麻丘夏未
スラー共和国の第1王女。コキュウ同様スラー聖鬼軍の一員で紅一点。名前の由来は弦楽器の一種「リラ」から。
体が特殊ゴムでできており、サイザーの鎌でも簡単には切れない。サイザー戦ではショウと共にサイザーを拘束するが、サイザーの反撃により戦死。過去編によると、リュートに好意を抱いていた。
ショウ
声：みうらうらら
スラー共和国の第4王子。コキュウ同様スラー聖鬼軍の一員。名前の由来は管楽器の一種「笙」から。
特殊な硬質金属糸を何万本も重ね合わせてで作られた体で、斬られたくらいでは死なない。サイザー戦ではリラと共にサイザーを拘束するが、サイザーの反撃により戦死。

### その他の支援国
スコア王国
ダル・セーニョの隣国。オルゴールの策略で魔族化したハーメルによって壊滅的な被害を受ける。
フルートの働きで我に返ったハーメルの心からの謝罪を受け入れ、彼らを祝福した。しかし、ハーメル達が出発した後にヴォーカルによって街の人間が皆殺しにされ壊滅、ハーメルらに衝撃を与えた。
アンダンディーノ王国
国王の名前はシュテーク。各国の代表としてホルンと何度も連絡を取っていた。
最終決戦の際には当初ホルンの策に反対していたが、彼女の意図を知ると積極的に協力。ホルンの死後、シュテークがホルンに代わり支援国の指揮をしている。

## 魔族
大魔王ケストラー
声：上田祐司
太古の昔に天使との戦いに敗れ、「パンドラの箱」に封印されていた魔族の王。パンドラの夫でありハーメルとサイザーの父でもある。口癖は「こざかしい」。二本の角を持つ長い巻き髪の男性で、顔はハーメルによく似ているらしい。名前の由来はオーケストラのもじり（王、ケストラー）。
封印の綻びに乗じ魂と肉体のごく一部を開放し、人間の姿を借りてパンドラと出会う。数年の間よき夫として暮らしたのち、ハーメル・サイザーを彼女との間に儲けた後に本性を現した。パンドラによって一度は箱の中の多くの魔族と共に復活するが、直後に再び封印される。パンドラと結ばれ子供を作ったのも自らの糧となる聖杯を増やすためと豪語し、魔王の血と聖女の血を掛け合わせて出来上がった血の味を欲したからに過ぎなかった。また、封印される際に外に出ていた部下に、天使の特徴を持つサイザーを拉致させて魔族の特徴を持つハーメルをパンドラの下に残す事で、聖杯を極上の味にするための悲劇と成長を演出した。
性格は卑怯で傲慢で極めて自己中心的、冷酷無比なサディスト。人間の情を理解した上で徹底的に弄んで踏み躙るのを好む。永遠の命を持ち、自分以外の存在は魔族ですらただの駒、もしくは餌としか考えておらず、「おまえはパンを食べるのに麦の数をいちいち調べて食べるのか？」とハーメルに言い放っている。魔族創世の歴史は不明だがケストラーは他の魔族の魔力の供給源となっており、彼がいなければ寿命が来てしまうため魔族は誰も逆らえない。魔族などどうなってもいいと思っており、「自分一人だけが生き残ればいい」と考えている。
後に鍵を伴わない「何でも切れる剣」によって復活するも、正規の方法でないがため体の大部分を消失（その状態でも魔界軍王やオーボウを退け、戦闘能力はクラーリィ以上ともいわれるハープ・シコードをもまばたき一つで消滅させる強さを持つ）、配下に命じ聖杯たる器の魔族・人間を拠り集め、その血を吸収することで徐々に肉体を取り戻し、最終的には完全復活を遂げた。その気になれば人類を一晩で滅ぼせる圧倒的な力の持ち主で、特別な技や魔法などは存在せず、殴るなどの行為や魔力を放出するだけだが、それだけで十分すぎるほどの破壊力を持つ。
最終決戦ではハーメル達の心をズタズタに弄び、絶望に突き落しながら次々と血祭りに上げていく。しかし、フルートの力で殺害した筈のハーメルたちが復活し、パンドラから「信じる力で戦う」事を諭されたハーメルがライエルと共に交響曲第9番を演奏。フルートとパンドラの二人の聖女の歌声を乗せ、人類側の力を高めたことで形勢が逆転。天使の力を発現させたハーメルの一撃で戦闘不能になった隙に、フルートの手でパンドラの箱に封印された。
外伝では幾千年もの昔、まだ勇者と名乗っていたオリンと対峙しているが、あまりのずっこけっぷりに呆れて帰ってしまう。この時はまだ本編で未登場だったため、シルエットのみでデフォルメされている。
アニメ版では天使と悪魔のハーフで、記憶喪失の人間として生活しており、妻・パンドラを心から愛していた。容姿も息子のハーメルと瓜二つになっている。アニメ版における大魔王とは個人よりも因子といった趣が強く、原作とは逆に魔族が生きるための源として利用されていた。魔族化して大魔王の器にされかけた際にパンドラに封印を願い、「愛してる」と言葉を残して封印されるが、この言葉が彼女を狂気に駆り立ててしまう。最終回で彼が封じられた「箱」が開けられた時、その中には「鳥になれなかった鳥のような化石」と大魔王の魂しか残っていなかった。
なお、天使と悪魔のハーフという設定は元々原作者が用意したものだが、アニメ版で先に使われてしまったためやむなく変更されたという説が存在する。

### 冥法軍
冥法王（ヘル・キング）ベース
声：緒方賢一/石塚運昇、宮田始典（リュート）
魔界軍王No.1。軍服を着ており、青白い肌に隻眼の壮年男性の姿をしている。現在は首以外の肉体を失い、操ったリュート王子に首を持たせて肉体の代わりにしている。
パンドラの箱に封印されているケストラーの代わりに北の都で魔族達を指揮している。パンドラを「氷縛結界」で水晶に封じてさらった張本人。普段は北の都から動く事はないが、ケストラー復活などの重要な任務がある場合は自ら前線に赴き活動する。
ケストラーの代わりに指揮を執っているだけに指揮能力を初めとした頭脳面・魔法などを使う戦闘能力共に優れ、失敗した者にも挽回のチャンスを与える寛容さを持つが、配下であっても規律を乱す者、役に立たない者には容赦しない。パンドラの水晶からハーメル一行などの様子を眺めている事が多い。
第一次スフォルツェンド大戦時では、魔力の枯渇で肉体の損傷が著しい状態となっており、リュートとの戦いで頭部だけが残った後は死んだリュートの肉体を反魂の法で操り、リュートの右手に自分の頭を持たせた状態で活動するようになる。北の都の最終決戦の際はクラーリィ率いるスフォルツェンド軍と戦い、限界が訪れたリュートの代わりとしてフルートの肉体を狙う。だが、クラーリィたちの決死の戦いで意識を取り戻したリュートの手で配下は全滅。自身もリュートの手によって燃やされた。その後、亡霊としてハーメルたちの目の前に姿を現し呪詛の言葉を吐きかけるが、ギータによって一刀のもとに斬り捨てられる。なお、真の姿は描かれなかった。
アニメ版では復活したリュートによって倒された後、パンドラの箱に封印されるが「パンドラが自ら封印したケストラーの解放を求めたように、フルートもハーメルを箱から解放するはず」と考えており、その時まで箱の中で待つことにした。原作では基本的にベースだけが喋っていたが、アニメ版の演出ではベースとリュートが同時に喋っていた（なおアニメ版の設定ではリュートは死んでおらず、あくまで生きたまま操られている）。
オル・ゴール
冥法軍副官。道化師の仮面を被った少年の姿をしている。ハーメル達同様に鎌とハープを合体させた武器を使う魔曲使いで、死体を操る死霊使いでもある。口癖は「あー楽しい」で、おどけた風にカタカナ混じりの丁寧語を使う。この口癖は、よく原稿執筆中に遊びに来た友人の西川秀明から拝借したもの。名前の由来は楽器のオルゴール。
「死のオル・ゴール」、「死神（ジョーカー）」、「道化師」とも呼ばれ、幾らめった刺しにしても死なない不死身の体を持つ。ベース曰く「実力は軍王に相当するが、悪ふざけが過ぎる」（初登場時上司であるベースを徹底的にからかった挙句、激昂する様を見て心底喜んでいた）ため、副官に甘んじているとされる。また、ハープから奏でる「死の舞踏」で未練を残した死者の魂を操ることができ、敵の縁深い相手の魂を使って相手のもがき苦しむ姿を高みから見物するという嗜虐的な戦い方を好む。魔族としてはかなり若い方らしく、ギータの口から聞くまでヴォーカルの存在を知らなかった。
魔族にも彼を嫌う者は少なくなく、激昂する事の少ないオーボウに罵られるほどの非道ぶりだったが、スコア編でのハーメル魔王化の作戦失敗後は仲間に殺されかかるようになり、死への恐怖からヴォーカルやギータに従属する立場となった。ケストラーに対しては「この地獄の道化師でさえ、仮面を外して忠誠を誓ってしまう」と発言するほどに畏怖している。
実は仮面が本体。肉体は死体を操っているに過ぎず、弱点がばれると途端に弱気になる。劇中では死体をいくつも乗り換えているが、最も好んで使っている体はサイザーに殺されたとある国の王子のもの。最終決戦の際にドラムを冥府から呼び出し、ハーメル達を苦戦させる。その際同士討ちを目的に支援国の目の前でサイザーが元軍王だという事実をバラしたが、成長したサイザーはその疑心暗鬼を乗り越えた事で目論見は失敗し、最終的にサイザーによって滅ぼされた。この時、操っていた亡霊達の魂は呪縛を解かれて解放された。
アニメ作品に関しては、劇場版のオープニング映像のみに登場。
タタラ
顔は骸骨、右手はフックになっている冥法軍所属の魔族。海上の幽霊船団を率いて船で移動中のハーメル一行を襲う。後一歩のところまで彼らを追い詰めるが、ポセイドンによって滅ぼされた。

### 超獣軍
超獣王（ウォーリア・キング）ギータ
声：二又一成/松山鷹志
魔界軍王No.4。上半身はイヌ型の騎士の姿をした獣人で、下半身はイヌ丸1頭分の形を成している。真の姿は二つ首を持つ地獄の番犬ケルベロス。9月11日生まれの乙女座。血液型は魔族AB型。
魔界軍王きっての権謀家。魔界一の剣客で、珍しい剣を集めるのが趣味。相手を問わず丁寧語で喋るが、これは単に地の喋り方でピックやスティックスとは異なり敵に追い詰められても口調は殆ど変わらない。何度も自分よりも強い魔族らにいたぶられたり、殺されかけてはしぶとく生き残る執念の持ち主。魔界軍王の中では一番地位が低いため、ドラムとサイザーの仲間割れが発生した際は真っ先に逃げたりと平身低頭な場面が多いが、自分より強い者には媚びへつらうが、弱みを見せた途端すかさずつけ込み、さらには平気で殺傷せしめるだけの狡猾さと加虐性を持つ苛烈な野心家である。
剣士に拘る理由は「自身の純粋な魔力は他よりも劣るものの、そこに剣士という技量を上乗せする事でどんなに強い相手でももがき苦しむさまを眺めることができる」という理由から。だがその実力は確かであり、ドラムとサイザーの仲間割れが起きそうになった際は仲裁に割って入り、両者の鼻先に剣を突きつけることで諍いを治めた。同じ剣士のトロンに対しては、その戦いぶりと誇りを認めて「先が楽しみ」と評価したこともあり、僅かではあるが剣士としてのプライドを持っている様子。名前が判明している使用済みの剣は、飢狼剣、氷槍剣、雷王剣（ライトニングブレード）、超重皇剣、ルビーの剣、揺光氷星剣（アルカイド）、緋炎。
自分を虐げてきた者たちのうちドラム・ヴォーカル・ベースにはとどめを刺し（ヴォーカルは完全に死んではいなかったが）、ピックが死亡した際には嘲笑うかのような態度を取った。サイザーからは特に虐げられていた訳ではないが、パンドラの箱の鍵を手に入れる目的で左腕を切断された恨みから、サイザーが裏切った際には自身の手で処刑しようとし、サイザー聖杯化の際にもサイザーを討とうとした。サイザーの聖杯化に赴く途中にオル・ゴールからケストラーをどう思っているのかと聞かれた際、当のオル・ゴールが恐怖するほどの悪意に満ちた表情で「頼もしいじゃないですか」と断言する。しかしサイザーの聖杯化に失敗した為、ケストラーに謝罪という名の命乞いを行うが、ケストラーからは「良い道具」として機能したことを称賛されながら、自身が聖杯に変えられてしまう。それによって左足が再生し、上機嫌になったケストラーの慈悲で吐き出されて生還したが、魔力の大半を失った。
隠れた能力として、血を飲んだ人物の能力をコピーする力を持つ。それによって左手からドラムの竜を出し、背中からサイザーの翼を出したこともあった。また、サイザーに切断された左腕も特殊能力のおかげか再生した。ドラムとサイザー以外では、オカリナやヴォーカルの血も飲んだが、その能力を披露する前に上述の件で吸収した能力を失ってしまう。また、本性の姿でも上述のコピーした竜（尻尾に当たる部分に展開される）と翼の展開が可能。
最終決戦でトロンとの一騎討ちの末に敗れるが、実は下半身である犬の姿こそが本体で上半身の人型が斬られても生存可能なため、ケストラー敗北のドサクサに紛れて当初から計画していた「ケストラーの血を吸収し大魔王へと進化」を実行。絶大な力を手に入れるが、どう言う因果か将来トロンの妻となるコルネットの聖母殺人伝説を浴び、儚くも消滅した。ある意味夫婦初めての共同作業である。
アニメ版では自分を利用して復活したドラムに襲われ、因果応報のごとく最期を遂げた。
チェロ
超獣軍副官。牛の魔物で武術を使う。正体はミノタウロス。漫画には未登場。
グスレ
超獣軍王虎大隊の軍団長大佐。名前の「グスレ」は東ヨーロッパの伝統的弦楽器。
王虎大隊とは超獣軍の最強の精鋭部隊で、15年前の大戦でも成果を挙げていた。ヴォーカルよりも先にダル・セーニョに赴き、王虎大隊全員でルビー剣用のルビーを捜索していたが、未だに見つけられていないことを理由に、ヴォーカルに全滅させられた。
マウス・ピース
声：宇垣秀成/宮田浩徳
フィーネ山脈のはげ山に潜む巨大なハリネズミの魔物。超獣軍の一人で「北の番人」と呼ばれる。名前の由来は金管楽器のマウスピース。
自分の背中を山だと思い、足を踏み入れた者を次々と自分の針で串刺しにする。失敗した部下の獣人も容赦なく串刺しにする冷酷さを持つ。
自分をタケノッコーン呼ばわりするハーメル達に激怒して正体を現す。ハーメルとライエルの演奏を妨害し、頼みの綱のトロンに対しては、彼の両親の最期を嘲笑いながら語り、トロンを追い詰めていくが、ハーメルの「フィンランディア」によるマリオネットで力が高まったトロンのシーザースラッシュによって瀕死の重傷を負う。一矢報いようとした所を出現したサイザーにトドメを刺された。
アニメ版では、マリオネットが「わが祖国」に変更され、サイザーの手で止めを刺されることなく、トロンの手で倒された。

### 幻竜軍
幻竜王（ドラゴン・キング）ドラム
声：郷里大輔/梁田清之
魔界軍王No.2。2つの頭部と体三つ分もある太い巨躯を持つ粗暴な竜人で、豪腕と棍棒を武器にする。体内に30体もの竜を飼っており、両腕から竜たちを解放して戦う戦法も取る。真の姿は48本の首を持つヒドラ。
圧倒的なパワーの持ち主で自分は最強だという傲慢な態度を取っているが、力押ししか出来ないとも言える。天女のサイザーを気に入らず、よく衝突していた。ベースにも同じような態度を取っており、いずれはケストラーに気に入られ、次の大魔王になるという野心を持っていた。作中では側にギータを置く事が多く、読者からはガキ大将と腰巾着に形容されることが多い。
竜王船団を率いてスフォルツェンドへ侵攻し、クラーリィを一騎討ちで圧倒。ハーメルたちの介入による反撃で不利になっても真の姿を現して再度圧倒するが、更なる猛反撃に続く形でケストラーの力の片鱗を出したハーメルに敗れ、その後満身創痍で倒れていたのをギータにとどめを刺された。後に北の都の決戦の時、未練を残した魂としてオル・ゴールに召喚されるが、ケストラーの力を覚醒させたサイザーに倒される。
軍王No.2だが、回想シーンでは真っ先に倒されていることが多い。また、善人ではない筈なのに天使たちと一緒に三途の川の向こうでフルートを出迎えようとしたりと、死んでからも姿を現したりする（オマケに竪琴を手にしていた挙句天使の羽まで生えていた）。ギャグパートではピアノに潰されたライエルに頼まれて助け起こしていたりと親切な面も。
アニメ版では2つの頭部は2つの命を持っていることの証とされる。原作同様にギータに殺され血を吸収されるが、それを逆手に取って彼の体内で生き延び、ギータが自分の力を使った際に表に出てきて、ギータを道連れにした。
スティックス
幻竜軍副官。ドラムとは反対に機敏性に優れており、ベース特製の耐魔法マントを身につけている。名前の由来はドラムスティックか電気楽器のスティックと思われる。
トロンが産まれる前にダル・セーニョ王国を滅ぼそうと攻撃を仕掛けるが、リュートとの戦いでは当初マントによって戦いを優位に運んでいたが、鳥に変化させた呪符によって動きを封じられリュートの拳を受ける。それに逆上して正体である３つ首のワイバーンの正体を表し挑むが、マントが使えなくなったらリュートの敵ではなく返り討ちにあう。せめてダル・セーニョ王夫妻を道連れにしようとしたが、攻撃のために使った呪符が魔法陣を模っており嚙嚥餓哭喰魂が発動。そのまま噛み砕かれた。

### 悪魔軍
悪魔王（エビル・マスター）ピック
悪魔型の魔族のリーダーで、「法皇ピック」の異名を持つ。名前の由来は弦楽器を弾く時に使用するピックだと思われる。
15年前にスフォルツェンドを襲った魔族の一人で実力はドラム以上。ヤギに似た角の生えた青年の姿をとっており、敵味方問わず敬語で喋る。ベース以外に名前を呼ばれるのを嫌っており、一度本名を呼んだギータは酷い目に遭っている。ただしベースの副官であるオル・ゴールは問題ない。
「法皇」と呼ばせるだけあって戦闘中に裁判を行う。その際自分の左肩についている弁護、右肩についている告発、そして本の中に閉じ込めた人間の魂を陪審員と呼び裁判を行う。裁判の内容は魔族だけに理不尽で、部下の下級魔族でも助ける余地は一切無い。
正体は三つ首を持つサバトの黒ヤギ。元から高い魔法耐性を持っているため、体に直接魔法陣を描くというを奇策を講じたリュートによって、真の姿を見せる前に滅ぼされている。
クワイア=オルガン
悪魔軍副官。人間の女性の上半身に4足の鳥の足という下半身を持つハーピーで、斧をふるって攻撃を仕掛けてくる。名前の由来は聖歌隊の伴奏に使う小さなパイプオルガンから。
空を飛べて美しく強いということを誇りにしており、「空の女王」の異名を持つサイザーに対抗意識を持って襲いかかるが、サイザーの方が一枚上手で醜い真の姿（上半身が禍々しい姿になる程度であり、どちらかというとマイナーチェンジ的である）を現すものの、駆けつけた支援国の攻撃によって倒されている。

### 各軍団以外
ヴォーカル
かつてケストラーに牙を向け、500年に渡って幽閉されていた罪人。パンク風ファッションの青年の姿をしている。ハーメルの魔族化を促進させ、ケストラーの復活を成し遂げるためにギータの提案を呑んだベースの「好きにしていいぞ」がスイッチとなり復活。ケストラーへの復讐のためにベースたちに協力する。
「ぶっ殺してやるぜェー！」を口癖としており、人間も魔族も見境なくいたぶり破壊し尽くす殺人快楽主義者で、人間をイビり抜いて殺す姿から、同胞たちからも「魔族の中の魔族」と評され恐れられている。ドラム同様の粗野な暴れん坊タイプながら、インテリな面も覗かせる。派手な演出家でもあり、ギータとオル・ゴールを無理矢理バックバンドにしてトランペットを吹き出したり、フルートの魂を取ろうとする前に服をドレスに換えたり、ギターを弾き出したりと好き勝手な行動が目立つ。
幽閉時にベースによって鎖に繋がれ、付けられた鉄球に力を1/10にまで押さえ込まれているが、その鉄球をも武器にする。魔力が尽きかけても掌で魔族に触れて相手の肉体ごと吸収することで回復し、精霊を殺害する能力も持つ。胴体には鬼の顔が隠されており、物を収納したり、作り出した反魂を取り出す際にも用いられる。
ハーメル一行への見せしめも込めてスコアを滅ぼし、その光景を遠くにいるハーメル一行に見せた。この事でハーメル一行はバラバラになってしまい、サイザーからは「軍王時代の私」と見られて、特に敵視される。そのサイザーとは三度に渡って交戦、1戦目はブリュンヒルデの耳飾りをパンドラの箱の鍵に見立てて生じた隙を突かれ腹部を斬られるも、体内に入れていた剣のおかげで致命傷とはならず、やられたふりをしてサイザーから本物の鍵はフルートが持っていることを聞き出した後、サイザーを戦闘不能に追い込む。2戦目ではサイザーとオカリナとワルキューレの時間差攻撃に対し、シュリンクスの亡骸を身代わりにすることで回避。3戦目ではブリュンヒルデに拘束された状態から攻撃されるも胴体の鬼顔で鎌を受け止め、サイザーの魂を強奪。その魂を用いたルビー剣でパンドラの箱の鍵を破壊することに成功するが、ベースに箱を奪われてしまう。
ハーメルとの対決では、ケストラーの力を用いたハーメルの攻撃をものともせず、反魂でサイザーを殺人兵器として復活させるという余裕まで見せるが、その行いはハーメルの力を高めてしまい、逆転されてしまう。ルビー剣で鉄球を傷つけることで真の姿を開放し、再び逆転に成功するが、魔力が切れて寿命が尽きるという自滅を迎えた。崩壊の始まった右腕をルビー剣で切断することで、一時的に崩壊を止め、その場を撤退。剣入手と暗殺のために現れたギータと戦うが、弱体化している状態ではギータに傷を付けることもできず、ギータの予定通りに暗殺され、ギータが用意した棺桶に入れられる。息を吹き返した後、魔力の低下で子供の姿となりながらも活動を再開。サイザーに用いた反魂や北の都に戻る途中の超獣軍を吸収するも、手遅れの状態であることは変わらず、オル・ゴールの手で聖杯に変えられ、鉄球だけが墓標のように残った。聖杯に変えられる直前、ハーメルとオーボウに呪詛の言葉を残す。
真の姿に戻っても外見は人型である上に人相も変わらないため、彼の真の姿は上述のクワイア＝オルガン以上にマイナーチェンジ的な印象が強い。
反旗を翻す前はケストラーに何らかの行為をされたらしく、それが劇中で語られることはなかったが、『続ハーメルンのバイオリン弾き』にて元はハーメル同様人間の母とケストラーを父に持つハーメルの異母兄であり魔族と人間のハーフであることが判明。ケストラーに母を殺されその憎悪から完全な魔族となったことが明かされた。
アイリッシュ・ハーブ
北の都で待ち構えていたガルーダ使い。巨大なガルーダに乗りライエルを追い詰めるが、駆けつけたファイフによって倒されている。
バラライカ
聖杯を集めるために動いていた悪魔。フルートに奇襲を仕掛け挑発する。
最終的にフルートが油断しているところを攻撃しようとしたが、クラーリィによって倒される。
コミックの背表紙にも登場しているが、作中では名前は明かされなかった。
チューバ
スタカット村の外れにある古城の巨大な魔物。蜥蜴王（リザードキング）。
当時まだ音を聞かせて相手を戦意喪失させるしか攻撃方法が無かったハーメルへの対策として、耳栓をしていた。だが、フルートを操った攻撃で倒され、最終的には裸踊りをさせられる。
バスーン
山間の町テヌートを支配していた虎のような魔物。町の人間から金を徴収していた。最終的にはマリオネット状態のフルートによって倒される。
ファゴット
鉱山の町レガートを支配していた骸骨の魔物。異名は不死軍王（スケルトンキング）
元は邪悪な神を守護する修道士（モンク）であり、武術に優れ、一国の騎士団もたった1人で壊滅させたことがある。
ハーメルとの戦いではマリオネット・フルートを圧倒するも「ハーメルの首をあの方に捧げる」と発言した際にハーメルの帽子に触れたことで激高したハーメルに帽子を掴んだ手を握りつぶされた後、殴り倒されて敗北。

## その他
ヴァイ・オリン
スフォルツェンドから離れた山に住む老人にして、世紀の発明家。実は天界で使命を受けてケストラーを封印した天使族の勇者であり、パンドラの実父でもあった。名前の由来はバイオリン。
ケストラーを封印した当時は華麗な美青年だったが、封印のために力を使い果たしてしまい、すっかり老いぼれてボケたスケベじじいに成り果ててしまった。その時に作り上げたのが「パンドラの箱」である。また、同じ機能を持った「パンドラの電子レンジ」や「パンドラの便器」も制作している。また、ハーメルのバイオリンや、桃缶を開けるために物語に大きな影響を与えた「何でも斬れる剣」を作っており、全ての元凶ともいえる人物。孫だろうが男だろうが構わずセクハラをしており、ハーメルの外見がタイプだったらしくファーストキスを奪った（オリン曰く「レモンの味」）。
オリン曰く「イライラムラムラわき上がる衝動」により人間の女性を襲ってパンドラが生まれたとのことで、最終決戦中に本人から事の次第を打ち明けられたハーメルとサイザーは大きなショックを受けて再起不能にまで陥っていた。 エピローグではパンドラやライエル・サイザー夫婦と同居しているが、ブチ切れたサイザーに何度も殺されかけている。アニメ版では存在を抹消された。
勇者時代の仲間は大戦士グラビート、海神の娘リコーダー姫、大賢者テオルボ、竜王子アウロス、くじら将軍。
おねーちゃん（仮名）
パンドラの母。「イライラムラムラわき上がる衝動」に駆られたオリンに襲われ、パンドラを生んだ。
ハーメル、サイザーの祖母であるが、過去回想録に出てくるのみで現在の所在は不明。後姿は娘と似ている。
ビオラ
第1話に出て来た少年。母親が自分を庇って魔物に殺されてしまい、ずっと1人で暮らしていた。
ハーメルの所業にドン引きしていたが、母親を殺した魔物からハーメルの魔曲「シューベルトの子守唄」で救われ、同時に母との暖かい記憶を引き出される。しかし、魔曲で改心した魔物が自発的に新しい母親を名乗り出してしまい混乱する。
北の都の最終決戦で再登場した際は魔物と上手く行っているようで、一緒に戦闘に参加して北の都の強力な魔族すらも倒す程に成長していた。エピローグによると最終決戦で出会った花売りの女の子と意気投合し、後に結婚した。
ファイフ
ライエルの外伝に登場した少女格闘家。地方都市プレーで魔物狩りをしていた時にライエルと出会う。必殺技は「竜雷天昇烈脚」。
人々には魔物とはいえ問答無用で執拗に殴り殺すやり方は残酷だと、「死神ファイフ」と呼ばれ恐れられている。本来は心優しい少女で、自分の身代わりに殺された父親の復讐のために生きていたが、ライエルによって笑顔を取り戻した。
北の都の最終決戦でライエルのピンチを救いに再登場。以前より明るく女らしくなり、ライエルに胸の谷間を見せつけたりと積極的なアプローチを仕掛け、サイザーは決戦そっちのけで女の闘いを繰り広げていた。ライエルの気持ちを知るときっぱりと身を引くが、ライエルへの想いを捨てきれなかったのか、生涯独身を貫いて強い相手を探し求める人生を送った。
花売りの女の子
山間の町テヌートで出会った少女。父親と母親を魔物に殺されて以来、両親の遺した花園の花を売って生計を立てている。
魔族の支配する暗い時代では見向きもされず、自分を見失いかけていた時に魔物バスーンに花をズタズタにされてしまう。しかしハーメルの「花のワルツ」で花を愛する心を取り戻し、町の人々の希望の象徴として人気を集め大成功を収めた。
北の都の最終決戦でなんと再登場。なぜか実体化していたチャイコフスキーと共にハーメル達の救援に駆けつけ、「やっちゃえ、チャイコフスキー！」と命令して戦った。エピローグによると最終決戦で出会ったビオラと意気投合し、後に結婚した。
チャイコフスキー
実在する音楽家のはずなのだが、ハーメルの「花のワルツ」に感受性を刺激されたフルートの後ろにスタンドのように現れ憑依し、憤怒の形相で格闘技を駆使してバスーンを倒した。必殺技は「チャイコフスキーキック」「チャイコフスキーパンチ」「チャイコフスキースープレックス」。
最終決戦で再登場した際は、なぜか花売りの少女に呼び出されて実体化できるようになっており、彼女と共にハーメルの救援に駆けつけた。エピローグによるとビオラの母親代わりになった魔物と意気投合し、後に結婚した。
ハープ先生
スフォルツェンドで賢者学校に通っていた女性。ゲームブック版ではメインキャラクターとして登場。名前の由来は弦楽器のハープ。
森の外れで親が魔族に殺された孤児達を引き取って暮らしており、子供たちからは「ハープ先生」と呼ばれて慕われている。賢者と言っても落ちこぼれで、生卵とゆで卵を区別する魔法や、天気を調べる魔法などあまり役に立たない魔法が多くそそっかしい性格。
賢者の教えでは魔曲使いは不吉とされており、子供達を守ろうとハーメルを追い出すが魔族に襲われてしまう。子供達を守るために自爆魔法で自分ごと魔族を焼き尽くそうとするが、ハーメルのマリオネットで杖から炎を放射して魔族を倒した。
北の都の最終決戦で再登場し、再び役に立たない魔法を披露した。エピローグによると最終決戦で出会った船長と意気投合し、後に子供達に祝福されながら結婚した。
船長
北の都の入り口である絶望の大陸まで、ハーメル達を乗せていった船の船長。
フルートを海亀だと信じきっているほど頭が悪い。ポセイドンと共に北の都の最終決戦に参戦しており、エピローグによると最終決戦の際に出会ったハープ先生と意気投合し、後に結婚した。
タケノコ魔人タケノッコーン
春先になると山に現れてタケノコを自由自在に操り、付近の木こりの皆さんに迷惑をかける恐ろしい魔人。
マウス・ピースの山にハーメル達が迷い込んだ際にハーメルが語った言い伝えだが、実はハーメルの作り話である。最終決戦ではなんと実在していた上に味方になっており、ハーメルを歓喜させた。
ポセイドン
広大な海の守り神。
一度ハーメルに釣り上げられポセイドン鍋にされかけるが、フルートによって救われている。その後、その恩義からタタラ軍を滅ぼしたり、北の都に行く海の道しるべを印した。
女神の奥さんがおり、部下は残虐鮫の親分ブルーサンダー。娘はオリンの勇者時代の仲間だったリコーダー姫。
クルム
北の都に捕らえられていた少年。母親がパンドラにそっくりだったと言う理由で殺されてしまう。
初めは泣いてばかりいたが、トロンとギータの戦いに勇気付けられ、大きく成長する。後に北の都に囚われていた人たちと共にダル・セーニョに移住し、国を建て直した。
- ヴァカリーズ（声：松山鷹志）
- アダージョ（声：真山恵衣）
- ホロ（声：丸山詠二）
- ブリキ（声：みうらうらら）
- ダンス（声：中山依里子）

レシク
声：麦人
アニメオリジナルキャラクター。スタカット村の長老でフルートの育ての親。
元はスフォルツェンド公国の近衛騎士団長を勤めた忠臣で、クラーリィとコルネット兄妹の祖父にあたる。アニメ版のスタカット村はフルートがスフォルツェンドの王女であることを隠すために用意された村であり、長老のレシクを初めとした村民たちは皆、スフォルツェンドの兵士たちである。スフォルツェンドからの従者に寄生していた魔族に襲われたことでフルートやハーメルの存在を魔族に知られてしまい、次の刺客によって壊滅させられてしまう。レシクは忠臣として祖父としてフルートを励ました後に自爆して、フルートたちを村から脱出させた。
担当声優の麦人はナレーションも担当。
バーディ
声：山門久美
アニメオリジナルキャラクター。ライエルの旅一座時代の幼馴染。外見は今一つ冴えないが、美しい歌声を持った歌姫。物語の鍵を握る「SONG～今はいない子供のための子守唄～」を歌う。
- ザンパーノ（声：梁田清之）